# Яйце (громада)
Яйце (хорв. і босн. Opština Jajce, серб. Општина Јајце) — боснійська громада, розташована в Середньобоснійському кантоні Федерації Боснії і Герцеговини. Адміністративним центром є місто Яйце.
| Боснія і Герцеговина | Це незавершена стаття з географії Боснії і Герцеговини. Ви можете допомогти проєкту, виправивши або дописавши її. |